# Manuel Gonzales
Manuel Martín González conocido artísticamente como Manuel Gonzales (Fresnadillo o Cabañas de Sayago, 3 de marzo de 1913-Los Ángeles, 31 de marzo de 1993) fue un dibujante español nacionalizado estadounidense. Fue dibujante de los cómics de Mickey Mouse desde 1940 a 1981.

## Biografía
El lugar de su nacimiento no está claro, ya que unas fuentes lo sitúan en Fresnadillo otras en Cabañas de Sayago y otras citan literalmente "Fresnadillo a Cabañas de Sayago". Por lo que pudo nacer en el tránsito de Fresnadillo a Cabañas de Sayago, si bien hay una distancia de unos 40 km entre estos dos pueblos zamoranos y diversos pueblos entre sí, por lo que es una incógnita su nacimiento. Lo que está confirmado es que nació en la comarca de Sayago.
Manuel Martín emigró cuando tenía 5 años junto a su familia a Estados Unidos procedentes de Sayago, una de las comarcas menos desarrolladas y rurales del oeste de Zamora, España. Llegó a Nueva York en 1918 a través de la isla Ellis. La familia se afincó en Westfield, Massachusetts, donde había una colonia de españoles. Estudió dibujo en el New York Metropolitan Museum of Art y en septiembre de 1936 comenzó a trabajar como artista de Walt Disney Studios.
Conocido artísticamente como Gonzales se encargó durante décadas de la tira de cómics dominical de Mickey Mouse, aunque aseguran los aficionados al cómic que su fuerte era dibujar a Goofy. Gonzales falleció en Los Ángeles, California, en 1993.
En 2017 fue galardonado a título póstumo con el Disney Legend, máxima condecoración de Disney.